# منتخب برمودا لاتحاد الرغبي
منتخب برمودا الوطني لاتحاد الرغبي هو ممثل برمودا الرسمي في المنافسات الدولية في الرغبي . تأسس في 1975.

## وصلات خارجية
- الموقع الرسمي